# Ellis Park
Ellis Park je stadion u Johannesburgu, gradu u Južnoafričkoj Republici. Prije poznatiji pod imenom Ellis Park Stadion, izgrađen je i otvoren 1928. godine. Kapaciteta je 70.000 sjedećih mjesta. Namijenjen je isključivo ragbiju, ali se koristi i kao nogometno zdanje. Tako će se na njemu igrati neke utakmice Svjetskoga prvenstva u nogometu koje se 2010. održava u Južnoafričkoj Republici.